# Beyond Gravity
Beyond Gravity, anciennement RUAG Space, est une entreprise suisse  basée à Zurich-Seebach spécialisée dans la réalisation d'équipements spatiaux.

## Description
RUAG Space groupe fait partie du groupe RUAG, une holding comprenant : Ruag Aerospace, Ruag Ammotec, Ruag Components, Ruag Electronics, Ruag Land Systems), actif dans le secteur de l'armement principalement. La société qui emploie environ 1350 personnes dispose d'établissements en Suisse, Suède, Autriche, Finlande, Allemagne et États-Unis. La société réalise différents équipements pour lanceurs et satellites : coiffes d'Ariane 5, de Vega, d'Atlas V et de Vulcan adaptateurs et mécanismes pour satellites, ordinateurs embarqués, etc.
Ruag Space a racheté les activités spatiales de plusieurs grandes sociétés :
- les usines Fairchild Dornier à Oberpfaffenhofen en Allemagne
- Saab Space AB le 1er septembre 2008[2].
- Austrian Aerospace
- Oerlikon Space AG

En mars 2021, l'entreprise est renommée Beyond Gravity par sa holding RUAG.